# William Theodore Heard
William Theodore Heard (ur. 24 lutego 1884 w Edynburgu, zm. 16 września 1973 w Rzymie) – szkocki duchowny katolicki, kardynał, wysoki urzędnik kurii rzymskiej, dziekan Roty Rzymskiej.

## Życiorys
Studiował na Uniwersytecie w Oxfordzie i na Papieskim Uniwersytecie Gregorańskim w Rzymie, gdzie uzyskał doktorat z filozofii w 1915 roku i doktoraty z teologii i prawa kanonicznego w 1921 roku. 30 marca 1918 roku przyjął święcenia kapłańskie w Rzymie. Pracę duszpasterską podjął w diecezji Southwark (Anglia) od 1921 roku. Od 1 października 1927 roku audytor Roty Rzymskiej, a od 15 grudnia 1958 roku jej dziekan. Na konsystorzu 14 grudnia 1959 roku papież Jan XXIII wyniósł go do godności kardynalskiej z tytułem kardynała-diakona S. Teodoro. 5 kwietnia 1962 roku mianowany arcybiskupem tytularnym Feradi Maius. Sakrę biskupią otrzymał 19 kwietnia 1962 roku w bazylice patriarchalnej św. Jana na Lateranie z rąk papieża Jana XXIII. Brał udział w obradach Soboru Watykańskiego II w latach 1962 - 1965. Uczestnik konklawe z 1963 roku, które wybrało na papieża Pawła VI. 18 maja 1970 roku promowany do stopnia kardynała-prezbitera tytułu S. Teodoro. Zmarł 16 września 1973 roku w szpitalu w Rzymie. Pochowano go na rzymskim cmentarzu Campo Verano.